# Leda Mileva
Leda Mileva (en búlgaro: Леда Милева) (Sofía, Bulgaria, 5 de febrero de 1920 - 5 de febrero de 2013) fue una escritora, traductora y diplomática búlgara. Era hija del poeta búlgaro Geo Milev.               

## Muerte
Falleció el 5 de febrero de 2013, mismo día de su cumpleaños número 93 por causas que aún se investigan.